# Карликој
Карликој (грч. Χιονοχώρι, Хјонохори) је насељено место у општини Сер у периферији Средишња Македонија, Грчка. Према попису из 2021. године било је 17 становника.
Према бугарском географу и историчару, Василу Канчову, у Карликоју је 1900. године живело 480 Словена хришћана и 120 Аромуна. Грчке власти су вршиле велики притисак да се словенско становништво исели из села, али је оно томе дуго одолевало. Догоађај који је пресудно утицао да се доста словенског становништва исели из овог краја десио се 26. јула 1924. године када је ухапшено 27 мештана села Трлис, Каракој и Ловча. Стража која их је спроводила убила је 17 људи док је 10 њих успело да пребегне преко границе у Бугарску. После овог злочина већи број породица се иселио из Карликоја, иако је село удаљено од места злочина. Карликој је на попису из 1928. године имао 248 житеља. Шездесетих година мештани Карликоја су принудно пресељени у село Дервешен, те је село опустело. Међутим, део мештана се нешто касније вратио у село, тако је 1981. било 57 становника.